# Boston Marathon 2012

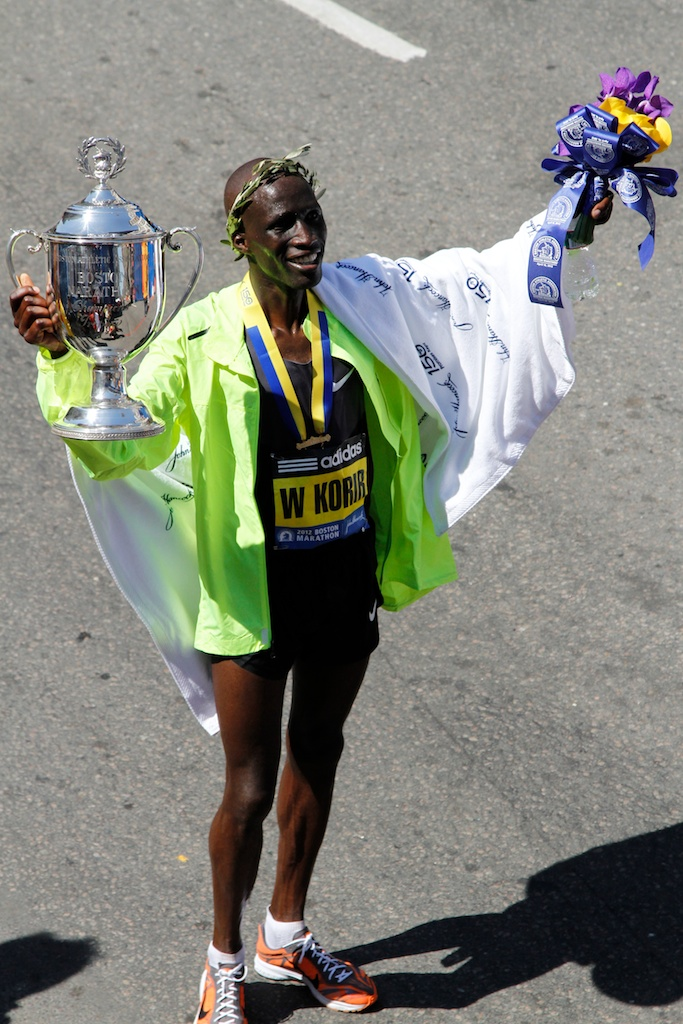
Wesley Korir viert zijn overwinning en toont zijn beker en bloemen.

De Boston Marathon 2012 werd gelopen op maandag 16 april 2012 in Boston. Het was de 116e editie van de Boston Marathon. De organisatie van het evenement was in handen van Boston Athletic Association en het was de eerste wedstrijd in de World Marathon Majors serie van 2012. De wedstrijd werd gelopen onder zeer warme omstandigheden, waardoor snelle finishtijden waren uitgesloten. De temperatuur was in de middag 31° Celsius. In totaal gingen er 22.426 hardlopers van start.
Kenia maakte bij zowel de mannen als de vrouwen de dienst uit en leverde de top drie. De wedstrijd bij de mannen werd gewonnen door Wesley Korir, die met 2:12.40 een kleine halve minuut voor zijn landgenoot Levy Matebo eindigde. Bij de vrouwen versloeg Sharon Cherop haar landgenote Jemima Jelagat met slechts twee seconden. Een van de slachtoffers van de hitte was Geoffrey Mutai, die vorig jaar nog tot 2:03.02 kwam, maar ditmaal moest hij na 29 km opgeven wegens kramp. De beste Nederlander was de 26-jarige Michel Butter, die als zevende in 2:16.38 over de finish kwam. Hij bleef hiermee ruim boven de olympische limiet van 2:12.00. Butter liep een goede tweede helft in de marathon, gezien het feit dat hij halverwege op de elfde plaats liep.
De rolstoelwedstrijd werd gewonnen door de Canadees Josh Cassidy in 1:18.25. De snelste dame was de Amerikaanse Shirley Reilly met een tijd van 1:37.36. Zij boekte hiermee haar zesde overwinning in Boston op rij.

## Uitslagen

### Mannen
| rang   | naam                        | land | tijd    |
| ------ | --------------------------- | ---- | ------- |
| Goud   | Wesley Korir                | KEN  | 2:12.40 |
| Zilver | Levi Matebo                 | KEN  | 2:13.06 |
| Brons  | Bernard Kipyego             | KEN  | 2:13.13 |
| 4      | Jason Hartmann              | USA  | 2:14.31 |
| 5      | Wilson Chebet               | KEN  | 2:14.56 |
| 6      | Laban Korir                 | KEN  | 2:15.29 |
| 7      | Michel Butter               | NED  | 2:16.38 |
| 8      | David Barmasai              | KEN  | 2:17.16 |
| 9      | Hideaki Tamura              | JPN  | 2:18.15 |
| 10     | Mathew Kipkoech             | KEN  | 2:18.15 |
| 11     | Tim Chichester              | USA  | 2:21.15 |
| 12     | Sergio Reyes                | USA  | 2:22.06 |
| 13     | Brendan Martin              | USA  | 2:22.32 |
| 14     | Gebre-egziabher Gebremariam | ETH  | 2:22.56 |
| 15     | Ulrich Steidl               | GER  | 2:23.08 |
| 16     | Franklin Tenorio            | ECU  | 2:24.04 |
| 17     | Kota Shinozaki              | JPN  | 2:25.45 |
| 18     | Koji Hayasaka               | JPN  | 2:27.08 |
| 20     | Matt Hensley                | USA  | 2:29.17 |
| 24     | Tracy Lokken                | USA  | 2:31.06 |

### Vrouwen
| rang   | naam               | land | tijd    |
| ------ | ------------------ | ---- | ------- |
| Goud   | Sharon Cherop      | KEN  | 2:31.50 |
| Zilver | Jemima Sumgong     | KEN  | 2:31.52 |
| Brons  | Georgina Rono      | KEN  | 2:33.09 |
| 4      | Firehiwot Dado     | ETH  | 2:34.56 |
| 5      | Diana Chepkemoi    | KEN  | 2:35.40 |
| 6      | Rita Jeptoo        | KEN  | 2:35.53 |
| 7      | Mayumi Fujita      | JPN  | 2:39.11 |
| 8      | Nadezhda Leonteva  | RUS  | 2:40.40 |
| 9      | Svetlana Pretot    | FRA  | 2:40.50 |
| 10     | Sheri Piers        | USA  | 2:41.55 |
| 11     | Genet Getaneh      | ETH  | 2:42.11 |
| 12     | Larisa Zyusko      | RUS  | 2:47.47 |
| 13     | Sheila Croft       | USA  | 2:48.31 |
| 14     | Paula Keating      | CAN  | 2:48.58 |
| 15     | Hilary Dionne      | USA  | 2:51.56 |
| 16     | Shannon Miller     | USA  | 2:55.47 |
| 17     | Jennifer Nicholson | CAN  | 2:56.01 |
| 18     | Akiko Kudo         | JPN  | 2:56.20 |
| 19     | Denise Robson      | CAN  | 2:59.43 |
| 20     | Suzanne Evans      | CAN  | 2:59.50 |
| 21     | Lauren Philbrook   | USA  | 2:59.56 |
| 22     | Autumn Ray         | USA  | 3:01.41 |
| 24     | Elizabeth Herndon  | USA  | 3:05.01 |

## Rolstoel

### Mannen
| rang   | naam          | land | tijd    |
| ------ | ------------- | ---- | ------- |
| Goud   | Josh Cassidy  | CAN  | 1:18.25 |
| Zilver | Kurt Fearnley | AUS  | 1:21.39 |
| Brons  | Kota Hokinoue | JPN  | 1:23.26 |

### Vrouwen
| rang   | naam            | land | tijd    |
| ------ | --------------- | ---- | ------- |
| Goud   | Shirley Reilly  | USA  | 1:37.36 |
| Zilver | Wakako Tsuchida | JPN  | 1:37.37 |
| Brons  | Diane Roy       | CAN  | 1:42.37 |

1897 ·
1898 ·
1899 ·
1900 ·
1901 ·
1902 ·
1903 ·
1904 ·
1905 ·
1906 ·
1907 ·
1908 ·
1909 ·
1910 ·
1911 ·
1912 ·
1913 ·
1914 ·
1915 ·
1916 ·
1917 ·
1918 ·
1919 ·
1920 ·
1921 ·
1922 ·
1923 ·
1924 ·
1925 ·
1926 ·
1927 ·
1928 ·
1929 ·
1930 ·
1931 ·
1932 ·
1933 ·
1934 ·
1935 ·
1936 ·
1937 ·
1938 ·
1939 ·
1940 ·
1941 ·
1942 ·
1943 ·
1944 ·
1945 ·
1946 ·
1947 ·
1948 ·
1949 ·
1950 ·
1951 ·
1952 ·
1953 ·
1954 ·
1955 ·
1956 ·
1957 ·
1958 ·
1959 ·
1960 ·
1961 ·
1962 ·
1963 ·
1964 ·
1965 ·
1966 ·
1967 ·
1968 ·
1969 ·
1970 ·
1971 ·
1972 ·
1973 ·
1974 ·
1975 ·
1976 ·
1977 ·
1978 ·
1979 ·
1980 ·
1981 ·
1982 ·
1983 ·
1984 ·
1985 ·
1986 ·
1987 ·
1988 ·
1989 ·
1990 ·
1991 ·
1992 ·
1993 ·
1994 ·
1995 ·
1996 ·
1997 ·
1998 ·
1999 ·
2000 ·
2001 ·
2002 ·
2003 ·
2004 ·
2005 ·
2006 ·
2007 ·
2008 ·
2009 ·
2010 ·
2011 ·
2012 ·
2013 ·
2014 ·
2015 ·
2016 ·
2017 ·
2018 ·
2019 ·
2020 ·
2021 ·
2022